# آلخاندرو ری
آلخاندرو ری (به انگلیسی: Alejandro Rey) (زاده ۸ فوریهٔ ۱۹۳۰- درگذشته ۲۱ مهٔ ۱۹۸۷)، بازیگر آمریکایی-آرژانتینی بود.
از فیلم‌های معروف او می‌توان به بازی در فیلم مسکو روی هادسن و راهبه پرنده اشاره کرد.